# Двамата сина
Двамата сина е български телевизионен игрален филм (историко-революционна драма) от 1975 година на режисьора Георги Атанасов, по сценарий на Нина Минкова. Музикално оформление Яна Пипкова. Художник Евгения Раева. 
Филмът е реализиран по произведение на Бертолд Брехт.

## Актьорски състав
| В главните роли | Изпълнител       |
| --------------- | ---------------- |
| майката         | Кунка Баева      |
| братът          | Никола Дачев     |
| синът           | Любомир Младенов |
| руски пленник   | Марин Неделчев   |
| руски пленник   | Иван Висоцки     |
| руски пленник   | Тодор Христов    |
| руски пленник   | Добри Добрев     |
| руски пленник   | Славчо Игнатов   |